# Toa Alta (Toa Alta)
Toa Alta es un barrio-pueblo ubicado en el municipio de Toa Alta en el estado libre asociado de Puerto Rico. En el Censo de 2010 tenía una población de 397 habitantes y una densidad poblacional de 4.644,93 personas por km².

## Geografía
Toa Alta se encuentra ubicado en las coordenadas 18°23′16″N 66°14′52″O / 18.38778, -66.24778. Según la Oficina del Censo de los Estados Unidos, Toa Alta tiene una superficie total de 0.09 km², de la cual 0.09 km² corresponden a tierra firme y (0%) 0 km² es agua.

## Demografía
Según el censo de 2010, había 397 personas residiendo en Toa Alta. La densidad de población era de 4.644,93 hab./km². De los 397 habitantes, Toa Alta estaba compuesto por el 73.8% blancos, el 15.62% eran afroamericanos, el 0.25% eran amerindios, el 0.25% eran asiáticos, el 0% eran isleños del Pacífico, el 8.06% eran de otras razas y el 2.02% pertenecían a dos o más razas. Del total de la población el 100% eran hispanos o latinos de cualquier raza.